# ۲-آمینوایزوبوتیریک اسید
۲-آمینوایزوبوتیریک اسید (به انگلیسی: 2-Aminoisobutyric acid) یک ترکیب شیمیایی با شناسه پاب‌کم ۶۱۱۹ است. که جرم مولی آن ۱۰۳٫۱۲ g/mol می‌باشد. 